# Otto Harnack
Rudolf Gottfried Otto Harnack, född 23 november 1857 i Erlangen, död (genom drunkning) 22 mars 1914 i Neckar (hans lik uppflöt dagen därpå vid Besigheim), var en tysk litteraturhistoriker, son till Theodosius Harnack.
Harnack studerade i Dorpat och Göttingen, reste i Grekland, Italien och Frankrike samt var 1891–96 bosatt i Rom, kallades 1896 till professor i Darmstadt och flyttade sedan till Stuttgart som professor i tysk litteratur och estetik vid tekniska högskolan. 
Efter att ha utgivit ett par medeltidshistoriska arbeten övergick Harnack till litteratur- och konsthistoriskt författarskap, vars viktigaste alster är Goethe in der epoche seiner vollendung (1887; 3:e upplagan 1905) och Die klassische ästhetik der deutschen (1892).
Därtill kommer Deutsches kunstleben in Rom im zeitalter der klassik (1896), Schiller (1898; 3:e upplagan 1905), Essays und studien zur literaturgeschichte (1899), Rom (andra delen, 1903) och Der deutsche klassizismus im zeitalter Goethes (1906). 
Harnack deltog vidare i utgivandet av Goethes verk i Weimarupplagan med mera samt granskade 4:e upplagan av Hettners tyska litteraturhistoria under 1700-talet.